# 광한루
광한루(廣寒樓)는 대한민국 전북특별자치도 남원시에 있는 누각이다. 1963년 1월 21일 대한민국의 보물 제281호로 지정되었다.

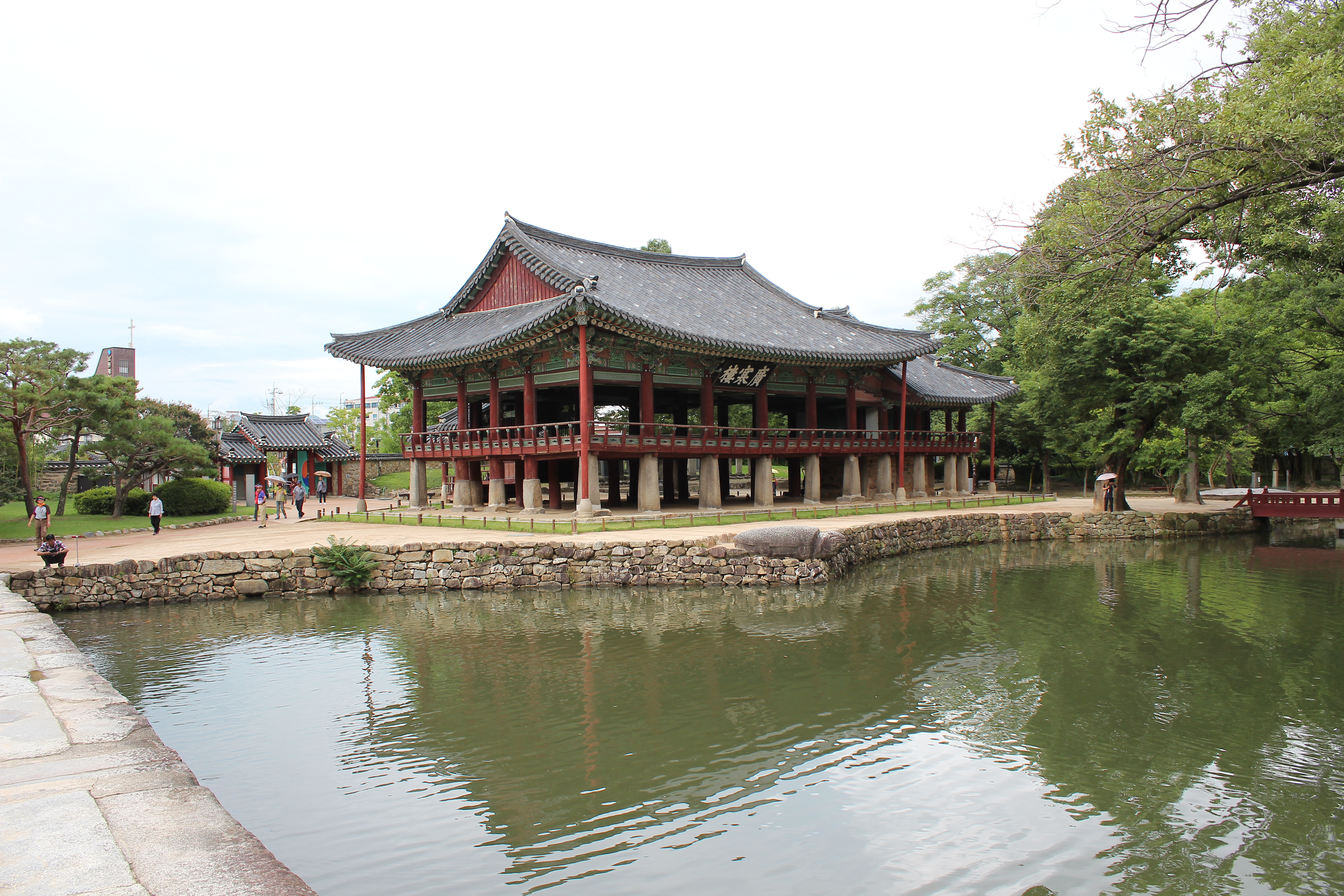
광한루, 광한루원, 남원

## 개요
조선 태조 때 황희가 남원에 유배되었을 때 지은 것으로 처음엔 ‘광통루’(廣通樓)라 불렀다고 한다. 세종 16년(1434년) 정인지가 고쳐 세운 뒤 마치 옥황상제가 산다는 월궁의 광한청허부(廣寒淸虛府)와도 같다하여 이름을 ‘광한루’로 바꾸었다. 지금 건물은 정유재란 때 불에 탄 것을 인조 16년(1638년) 남원부사 신감에 의하여 다시 지어진 것으로 부속건물은 정조 때 세운 것이다.
전면에는 부사 이상억이 쓴, ‘호남제일루’라는 판액이 걸려 있다. 누각에는 83점의 편액이 있으며, 용성지에 실려 있는 것과 합하면 약 200여 수가 된다. 김종직, 정철, 정인지, 강희맹, 백광훈, 이경여 등의 시가 있다. 또한 광한루는 판소리 춘향가의 주인공인 성춘향과 이몽룡이 만난 곳으로 유명하다. 현재는 광한루원이라는 공원으로 확장되어 있다.

## 같이 보기
- 광한루원
- 춘향전